# پورنوگرافی در ژاپن

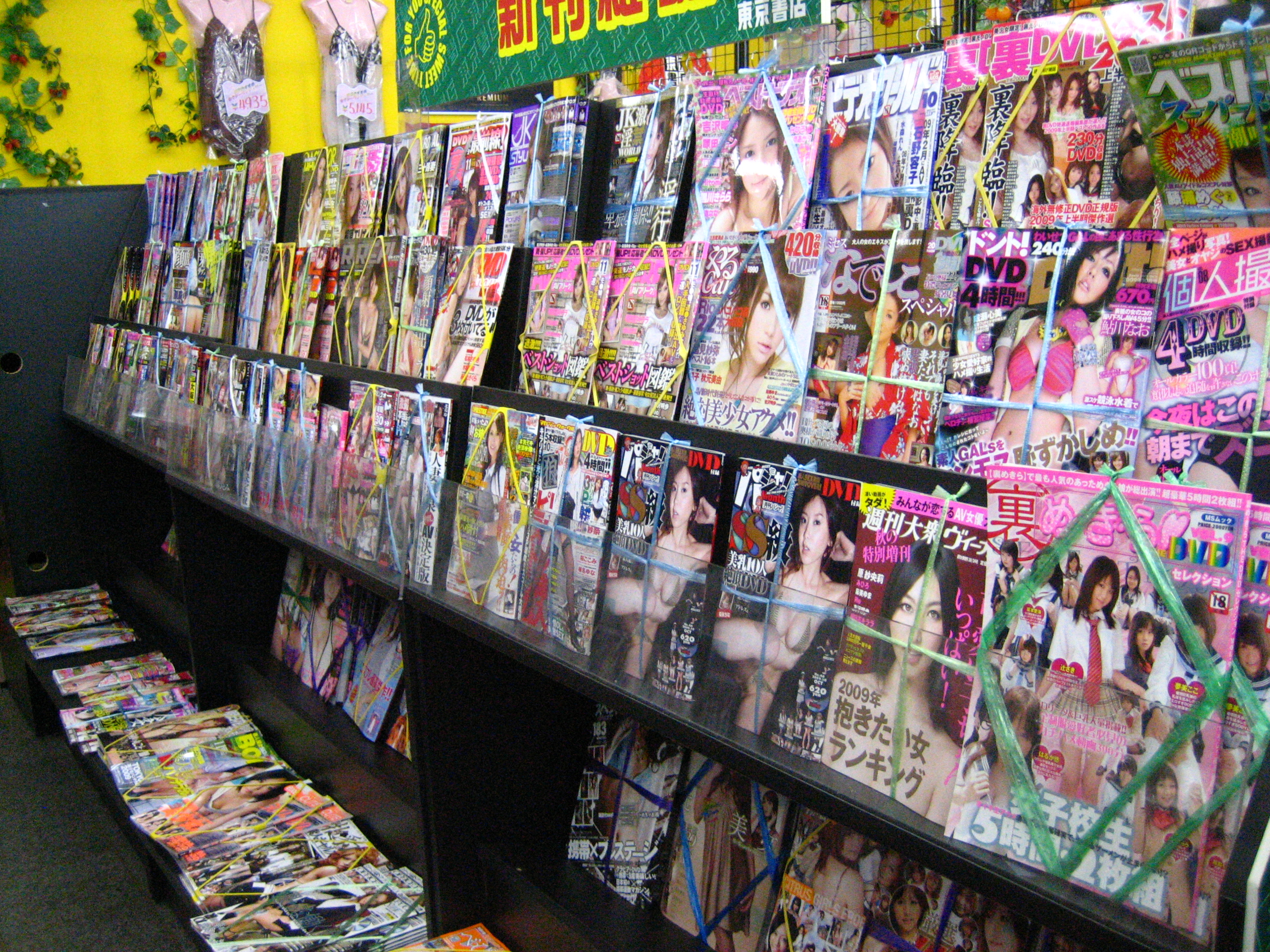
مجله‌های پورنوگرافی در قفسه در ژاپن، ۲۰۰۹

پورنوگرافی در ژاپن کسب و کار بزرگ و در هم تنیده‌ای از سرگرمی بزرگسالان با ویژگی‌های منحصر به فرد است که از پورنوگرافی غربی متمایز است. صنعت پورنوگرافی ژاپن مدت‌ها است که به نقض حقوق افراد حاضر در این صنعت متهم است.

## بازیگران
- آی ایجیما
- آزومی کاواشیما
- بونکو کانازاوا
- چوکوبال موکای
- هیکارو کوتو
- ماریا ازاوا
- ریکو تاچیبانا
- ساکورا ساکورادا
- ساکورا سنا
- سولا آئوی
- یوآ آیدا
- آکیهو یوشیزاوا